# Calice del Mistero Eucaristico
Il calice del Mistero Eucaristico è un calice liturgico in argento parzialmente dorato (31,6x14,5 cm) di Eugenio Brusa, datato 1823 e conservato nel tesoro della chiesa dei Santi Faustino e Giovita a Brescia.

## Storia
A stabilire l'autore e l'anno di realizzazione concorre l'iscrizione presente nel sottopiede del calice, dove si legge "Eugenio Brusa fece 1823 Milano". In aggiunta, il calice reca anche i marchi "EB" e il "Pappagallo", punzoni dell'argentiere, l'Aratro, punzone territoriale apposto su oggetti prodotti nel territorio di Milano, e i Sette trioni, bollo di garanzia di lega al secondo titolo, pari a 800 millesimi di argento puro.

## Descrizione
Sul piede circolare, ornato da doppia modanatura a perline, sono raffigurati a rilievo entro medaglioni ovali tre episodi riferiti al Mistero Eucaristico, dai quali il nome del calice: il Sacrificio di Isacco, l'Offerta di Melchisedek e l'Ultima Cena. I tre medaglioni sono intervallati da altri più piccoli recanti busti d'angeli e i vari ovali sono separati da piccoli mazzi di spighe.
Sul collarino, concepito come un rocchio di colonna riccamente ornato da festoni, si alza un alto cespo di foglie d'acanto dal quale si diparte, completamente traforata, la simbologia del Serpente di bronzo di Mosè, che costituisce il cuore del calice. Al di sopra è collocata la coppa, ornata da una teoria dei Dodici Apostoli entro ovali resi a sbalzo.

## Stile
Il calice è una delle migliori produzioni di argenteria ottocentesca presenti in territorio bresciano. Monumentale nelle proporzioni, è stilisticamente affine ai modi del Brusa, che anche in epoca tarda si rivelerà sempre fedele allo stile Impero.
L'alta raffinatezza dei decori è leggibile già nei tre medaglioni del Mistero Eucaristico, che il Brusa rende ottimamente attraverso una cura quasi calligrafica. Di grande eleganza e resa complessiva sono anche lo stelo con il Serpente di bronzo, completamente traforato, e la teoria di Apostoli sulla coppa, lavorati a leggero sbalzo ma ricchi di dettagli.
Tutti i vari ornamenti del calice, inoltre, si accompagnano a un accurato progetto di base, così come a un'alta perizia tecnica e a una singolare raffinatezza culturale.